# NGC 481
في الفهرس العام الجديد NGC 481 هي مجرة إهليلجية من القدر 13.3 
أكتشفت من قبل الفلكي الأمريكي لويس سويفت في 20 نوفمبر 1886. تقع NGC 481 على مسافة تقدر بحوالي 229 مليون سنة ضوئية من الأرض. في إتجاة كوكبة قيطس .

## وصلات خارجية
- NGC 481 على موقع ويكي سكاي: DSS2, SDSS, GALEX, IRAS, Hydrogen α, X-Ray, Astrophoto, Sky Map, Articles and images